# Azilone-Ampaza
 Azilone-Ampaza  là một xã của tỉnh Corse-du-Sud, thuộc vùng Corse, trên đảo Corse ở Pháp.